# Сосновый (Архангельская область)
Сосновый — посёлок в Верхнетоемском районе Архангельской области. Входит в состав Верхнетоемского сельского поселения.

## История
В 1963 году указом Президиума Верховного Совета РСФСР поселок Кресты переименован в Сосновый.

## Население
| 2002 | 2010 | 2012 |
| ---- | ---- | ---- |
| 341  | ↘245 | ↗281 |